# Societatea Națională de Radiocomunicații

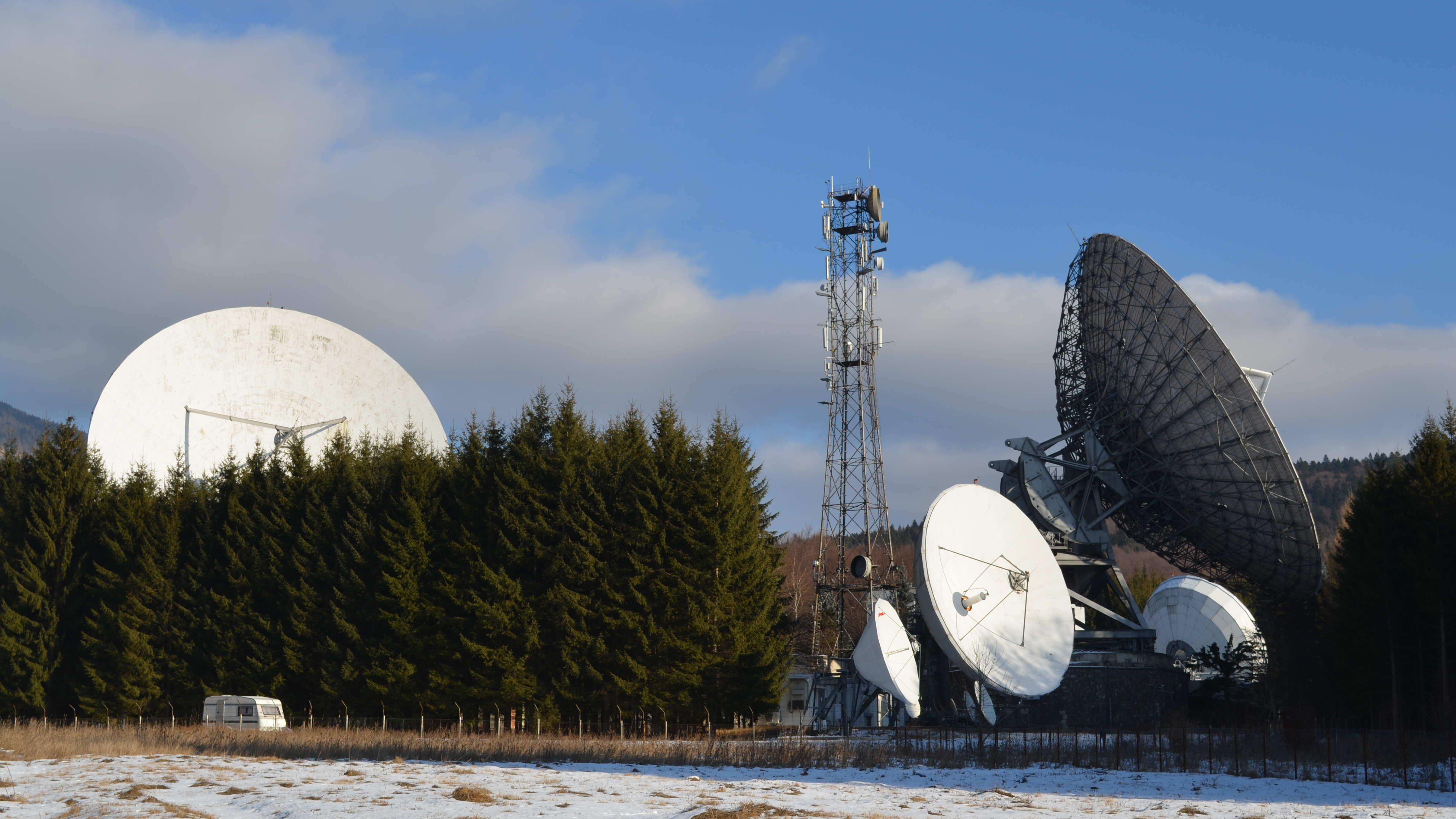
Centrul de comunicații prin satelit de la Cheia

Societatea Națională de Radiocomunicații (Radiocom sau SNR) este unul dintre principalii furnizori de rețele și servicii de comunicații electronice din România și, în același timp,  lider de piață în domeniul broadcasting-ului.
A fost înființată în anul 1927, cu participare mixtă - de stat și particulară.
În anul 1948 a trecut în patrimoniul statului.
Anul 1991 marchează înființarea Regiei Autonome de Radiocomunicații S.A. odată cu divizarea Rom-Post-Telecom, iar în anul 1998 s-a înființat Societatea Națională de Radiocomunicații SA.
Compania este deținută de statul român, este coordonată Ministerului Comunicațiilor și Societății Informaționale (MCSI)
și asigură suport de transmisii pentru telefonia publică, pentru rețelele de telefonie mobilă, transfer de date și internet, sub brandul Radiocom.
SNR dispune de o rețea de radiorelee, formată din peste 2.600 km de legături digitale de mare capacitate.
Infrastructura societății susține sectorul de radiocomunicații din România, cu o rețea de radiorelee digitale, o alta de acces punct-multipunct în frecvențele de 3,5 GHz și 26 GHz, precum și cu o rețea de voce.
Compania deține propria stație de sol pentru comunicații prin satelit, care permite interconectarea rețelei telefonice tradiționale și transmisia de programe TV.
La sfârșitul anului 2010, Radiocom deținea un portofoliu de 570 de clienți, în creștere de la 553 în anul precedent. Printre cei mai importanți clienți ai companiei se numără Societatea Română de Televiziune, Societatea Română de Radiodifuziune, Vodafone România, Orange România, Telemobil, GTS România, BCR Asigurări, Transfond, Rompetrol, Serviciul de Telecomunicații Speciale, Ministerul Apărării Naționale, Serviciul Român de Informații, Antena 1, Pro TV, Prima TV, Realitatea TV.
Programele publice sunt difuzate numai de Radiocom.
În noiembrie 2010, Radiocom a lansat serviciile WiMax în mai multe zone pilot din județele Tulcea, Cluj, Prahova și Harghita, primul oraș în care a avut loc o lansare comercială fiind Oneștiul..
În anul 2011 compania va lansa aceste servicii în toate orașele resedință de județ și în alte orașe mai mici, cu populație de peste 10.000 locuitori.
Număr de angajați:
| An       | 2010  | 2009  | 2008  | 2007  | 2006  | 2005  | 2004  | 2003  | 2002  | 2001  | 2000  |
| -------- | ----- | ----- | ----- | ----- | ----- | ----- | ----- | ----- | ----- | ----- | ----- |
| angajați | 1.800 | 1.968 | 1.997 | 2.248 | 2.343 | 2.370 | 2.398 | 2.457 | 2.445 | 2.663 | 2.680 |

Rezultate financiare (milioane euro):
| Anul             | 2010  | 2009 | 2008  | 2007 | 2006 | 2005 | 2004 | 2003 | 2002 | 2001 | 2000 |
| ---------------- | ----- | ---- | ----- | ---- | ---- | ---- | ---- | ---- | ---- | ---- | ---- |
| Cifra de afaceri | 80,4  | 79,3 | 85,8  | 89   | 76,5 | 67,5 | 52,4 | 44,6 | 49,5 | 42,5 | 34,7 |
| Profit net       | -10,3 | -3,3 | -26,5 | 3,8  | 19,7 | 0,5  | 6,3  | 1    | 2,8  | 0,6  | 0,7  |